# Список эпизодов телесериала «Моё второе я»
Список серий сериала Моё второе я (My Secret Identity) — здесь приведён список телевизионного шоу «Моё второе я». Всего было отснято 72 эпизода, они транслировались в течение трех сезонов.

## 1 сезон: 1988—1989 гг
| |                             |                  |  |  |  |  |
| 1 | «Пилот»                     | октябрь 9, 1988  |  |  |  |  |
| Эндрю случайно натыкается на фотонный луч доктора Джей, который невольно подарил ему сверх способности. Эндрю также тайно влюблен в девушку (Элисон Курт), которая только что переехала в соседний дом.                |                             |                  |  |  |  |  |
| 2 | «Прогулка по дикой стороне» | октябрь 16, 1988 |  |  |  |  |
| Ключевой компонент последнего изобретения доктора Джей украден бандой, Эндрю внедряется в банду в попытке получить компонент обратно.                                                                                  |                             |                  |  |  |  |  |
| 3 | «Попытка помощи»            | октябрь 23, 1988 |  |  |  |  |
| Стефани читает о приключениях "Ультрамэна" в дневнике Эндрю, и обращается к психиатру, чтобы попытаться помочь Эндрю.                                                                                                  |                             |                  |  |  |  |  |
| 4 | «Звёздный путь»             | октябрь 30, 1988 |  |  |  |  |
| Эндрю использует свою супер скорость в беге, чтобы выиграть школьное соревнование, к ужасу доктора Джей. |                             |                  |  |  |  |  |
| 5 | «Воспоминания»              | ноябрь 6, 1988   |  |  |  |  |
| Старый, но симпатичный друг доктора Джей, Сьюзан приезжает в город, и соглашается пойти с ним на свидание. Эндрю тайно помогает доктору Джей со свиданием.                                                             |                             |                  |  |  |  |  |
| 6 | «У тебя появился друг»      | ноябрь 13, 1988  |  |  |  |  |
| Эндрю встречает Фреда Купера, бывшего актера комиксов, легендарного капитана Благородство (Captain Noble). Однако, поскольку Фред ушел в отставку и не способен выполнять трюки, Эндрю начинает терять веру в старика. |                             |                  |  |  |  |  |
| 7 | «По старой памяти»          | ноябрь 20, 1988  |  |  |  |  |
| Шпион, выдающий себя за друга попытается украсть у доктора Джей информацию о его последнем изобретении по шпионажу. |                             |                  |  |  |  |  |

Список эпизодов пополнится в ближайшее время.